# Rue Saint-Charles (Longueuil)
Ne doit pas être confondu avec Rue Saint-Charles.
La rue Saint-Charles est l'une des principales artères de Longueuil sur la Rive-Sud de Montréal, au Québec, au Canada.

## Situation et accès

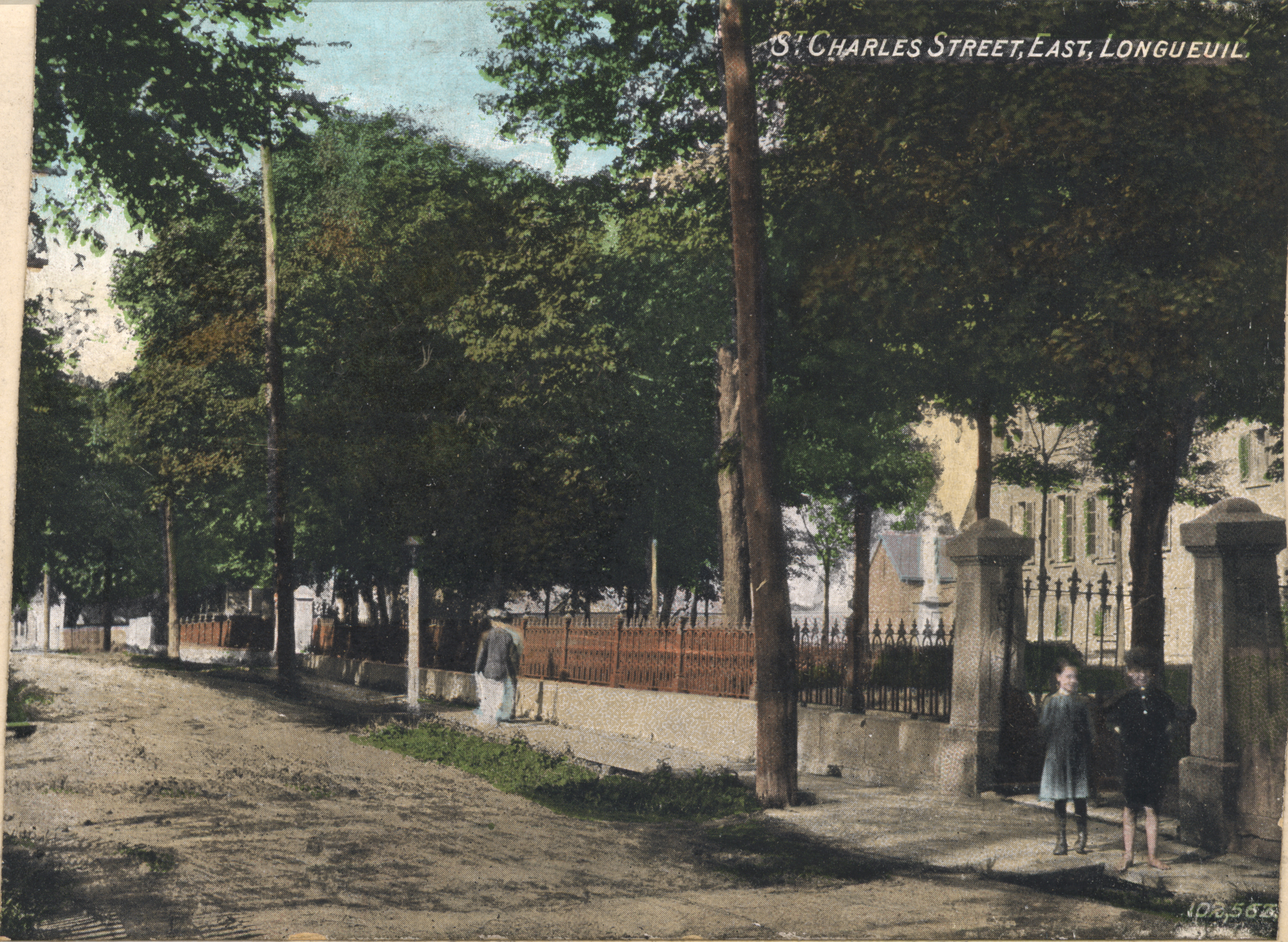
Photolithographie de la rue Saint-Charles Est, Longueuil, QC, vers 1910.

La rue Saint-Charles débute au chemin Tiffin comme continuité de la rue Riverside de Saint-Lambert. 
Entre la Place Charles-Le Moyne et la rue Joliette, les chaussées des deux directions sont séparés par un édifice gouvernemental et un stationnement ainsi que par des bretelles d'accès du boulevard Taschereau vers l'autoroute 20 / route 132 et vers le pont Jacques-Cartier tandis que le centre commercial Place Longueuil est situé au sud de la travée Est. Par la suite, l'artère traverse le centre-ville de Longueuil avec ses nombreuses boutiques et terrasses. À l'est du chemin de Chambly où est d'ailleurs située la Cocathédrale Saint-Antoine-de-Padoue, la rue devient surtout résidentielle jusqu'à la rue d'Auvergne pour ensuite traverser un petit parc industriel et se terminer à la rue Geoffrion tout juste à l'est du boulevard Roland-Therrien en devenant le boulevard Marie-Victorin.

## Origine du nom
La rue aurait été nommée en l'honneur de Charles Le Moyne, fondateur et premier seigneur de Longueuil. 

## Historique
La rue aurait aussi anciennement porté le nom de rue Dufferin et rue Rainville.